# 하라 시메타로

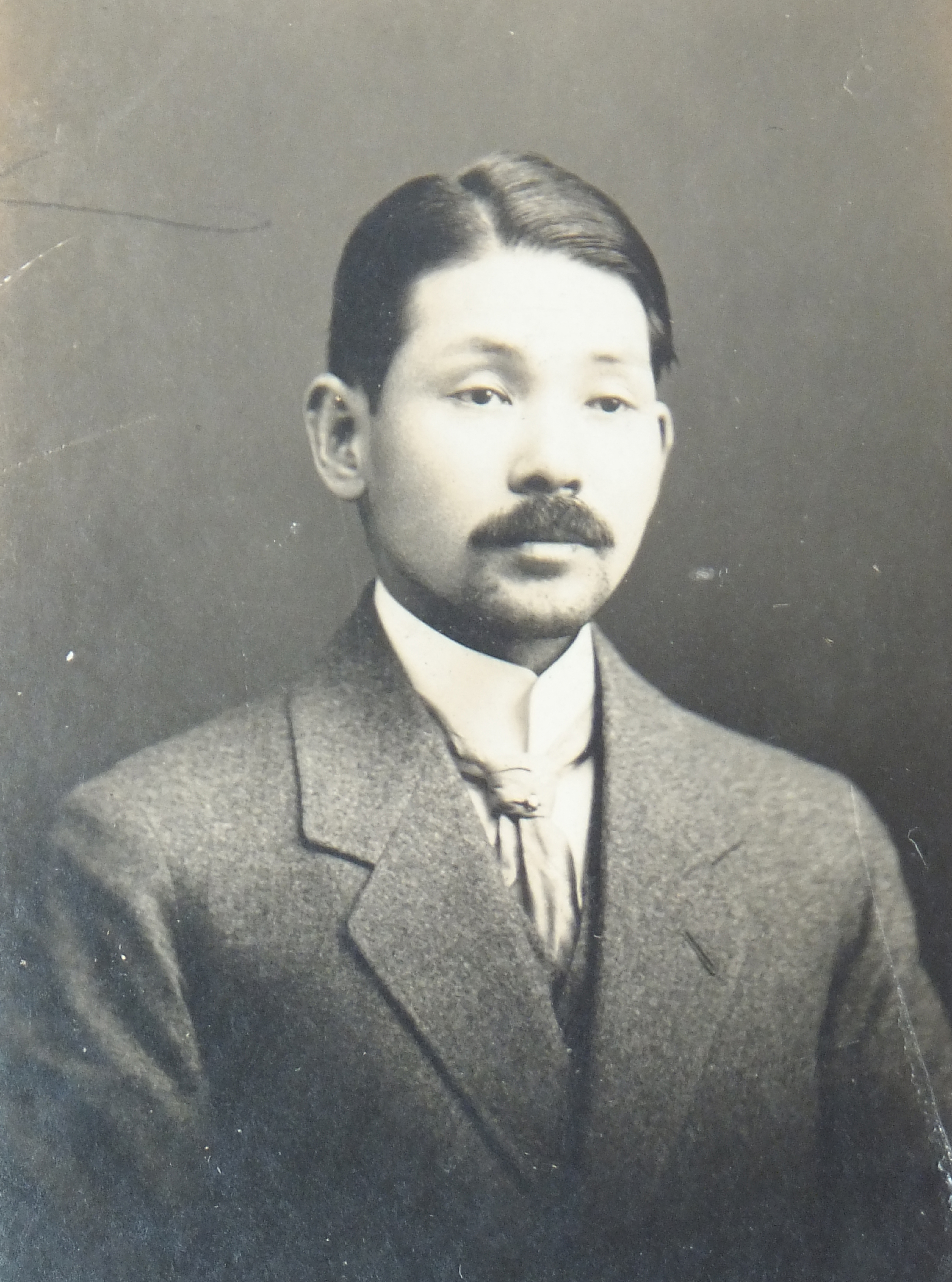

하라 시메타로(原志免太郎, 1882년 10월4일 ~ 1991년 6월18일)는 일본의 의사이다. 한 때 살아있는 남성 중 일본 최고령이기도 했다. 100세 때 '새로운 뜸학(新しい灸学)'을 출판했다.

## 생애
후쿠오카번에서 무사의 아들로 태어났다. 교토부립의학전문학교(현재의 교토부립의과대학) 졸업. 규슈제국대학 의학부에서 뜸 연구를 시작함. 1929년에 결핵에 걸린 토끼의 뜸을 뜬 뒤 저항력이 증가하는 걸 규명한 논문으로 일본 최초의 '뜸박사'가 됐다. 1929년에 개업했고, 1943년에는 병원을 설립. 병원장 의자를 장남에게 물려준 뒤에도 104세까지 청진기를 들고 진료했다.